# Gubík László
Gubík László (Léva, 1986) politikus, a Magyar Közösség Pártja ifjúsági szervezete, a Via Nova Ifjúsági Csoport elnöke, a felvidéki Esterházy Akadémia alapító igazgatója.

## Tanulmányai
2006-ban érettségizett a Magyar Tannyelvű Egyházi Gimnáziumban Léván. Tanulmányait az Eötvös Loránd Tudományegyetem Állam- és Jogtudományi Kar jogász szakán folytatta, zárómunkája: a „Szent Korona eszme története az államalapítástól az Alaptörvényig. 2009-től 2010-ig az Universität Regensburg hallgatója volt.

## Közéleti tevékenység
2006-tól 2009-ig az ELTE Hallgatói Önkormányzatának  aktív tagja. 2005-ben belépett a Via Nova ICS csoportba. A Lévai járás alapszervezetének elnökévé 2007-ben, az országos szervezet alelnökévé 2009-ben választották. 2011-től a Via Nova ICS országos elnöke, mely tisztségében 2014-ben a szervezet tisztújító kongresszusa megerősítette.
Az MKP lévai helyi szervezetének elnöke, valamint aktívan részt vesz a Reviczky társulás, a Rákóczi Szövetség és a Csemadok kulturális és társadalmi szervezetek működésében.
A 2014. évi európai parlamenti választáson Gubík a Fidesz felvidéki jelöltje volt annak listáján, a szimbolikusnak tekinthető 21. helyen.

## Állampolgársági ügy
Országos ismertséget akkor szerzett, amikor 2011 augusztusában  nyilvánosságra hozta, hogy felvette a magyar állampolgárságot, vállalva ezzel a szlovák hatalom zaklatását. A 2011. szeptember elsején tartott komáromi tiltakozó nagygyűlés első szónokaként vált ismertté, az akkor még jogászhallgató lévai fiatal.  Beszédében kiemelte a  magyar nemzethez tartozását, melyet  jogi kötelékkel is megkívánt erősíteni. „Nem is tehettem volna másként. Aki már letette az állampolgársági esküt, tudja,  miről beszélek. Döntésemet erkölcsi, jogi és közéleti felelősségem teljes tudatában vállaltam a nyilvánosság előtt. Hangsúlyozva azt, hogy nem kívánhatom, hogy kövessék példámat. Vallom, hogy legkésőbb a helyzet rendeződése és az állapotok helyreállítása után a magyar nemzettel való azonosulás és egyesülés eme módja a követendő irány a felvidéki magyar közösség jövője szempontjából“ – üzente Gubík a Klapka-téri pódiumról.

## Díjak, elismerések
- Szabadság Díj (2011)
- Széchenyi Társaság Díja (2015)